# Многоречье
Многоре́чье (до 1945 года Кучу́к-Озенба́ш, до 1962 года Ключевое; укр. Многоріччя, крымскотат. Küçük Özenbaş, Кучюк Озенбаш) — село в Бахчисарайском районе Республики Крым, в составе Зелёновского сельского поселения (согласно административно-территориальному делению Украины — Зелёновского сельсовета Бахчисарайского района Автономной Республики Крым).

## Население
| 1805  | 1849  | 1864 | 1886 | 1889 | 1892 | 1897  |
| ----- | ----- | ---- | ---- | ---- | ---- | ----- |
| 210   | ↗458  | ↘401 | ↗882 | ↗906 | ↗929 | ↗1016 |
| 1902  | 1926  | 1939 | 1989 | 2001 | 2014 |       |
| ↗1226 | ↗1296 | ↘615 | ↘48  | ↗58  | ↗63  |       |

Национальный состав
Всеукраинская перепись 2001 года показала следующее распределение по носителям языка
| Язык             | Процент |
| ---------------- | ------- |
| русский          | 62.07   |
| крымскотатарский | 20.69   |
| украинский       | 1.72    |
| другие           |         |

- 1805 год — все крымские татары[10]
- 1897 год — 1007 крымских татар из 1016 человек[11]
- 1915 год — 1000/8 чел.[12][13]
- 1926 год — 1294 крымских татарина из 1296 человек[14]

## Современное состояние
В Многоречье 2 улицы. Площадь, занимаемая селом, 10.4 гектара, имеется 20 дворов (по данным сельсовета на 2009 год). Активно развивается как туристическая зона. Регулярного транспортного сообщения на 2015 год село не имело, автобусы из Бахчисарая, Симферополя и Севастополя следовали только до Счастливого.

## География
Многоречье — самое восточное село района, расположенное в живописной узкой долине у истока реки Бельбек, между вершиной Бойка массива Бойка (1173 м) с запада и хребтом Ай-Петри высотой 1200—1400 метров — с востока, высота центра села над уровнем моря 495 м. Южнее села находится карстовый источник Тюллюк, из которого берёт начало Бельбек (точнее Кучук-Озенбаш, главный исток Бельбека). Само название Озенбаш означает «начало реки» (крымскотат. özen — река, baş — начало).
Многоречье ещё и самое дальнее село района: конечный пункт автодороги 35Н-063 от шоссе 35К-020 Бахчисарай — Ялта (по украинской классификации — С-0-10225) — расстояние до Бахчисарая около 42 километров, ближайшая железнодорожная станция — Сирень, примерно в 35 километрах. Единственное соседнее село — Счастливое находится в 1,5 километрах ниже по долине. Из села старинная дорога (называемая почему-то Екатерининской) ведёт через Ай-Петринскую яйлу в Ялту.

## История
Историческое название Многоречья — Кучук-Озенбаш, историю села прослеживают с XV века, но раскопаные вблизи т. н. «каменные ящики» — захоронения древнейших жителей Крыма — тавров, позволяют предположить о заселении места со времён до нашей эры.

### В составеФеодороиОсманской империи
До падения Мангупа в 1475 году вся округа, принадлежала княжеству Феодоро, входя, вероятно, в вотчину феодала — владетеля расположенного на южной окраине села замка-исара XIII—XIV веков. Существует версия, что селение и замок, как контролировавший дорогу на Южный берег через перевал Лапата-Богаз, принадлежали владельцу соседнего замка Кипиа. Впоследствии, после падения княжества в 1475 году, селение было присоединено к Османской империи в составе Мангупского кадылыка Кефинского эялета. По свидетельству турецкого путешественника XVI века Эвлии Челеби, этот край назывался Татским Илем и поставлял для войска Крымских ханов лучших воинов-пехотинцев (стрелков). Первое документальное упоминание селения встречается в «Османском реестре земельных владений Южного Крыма 1680-х годов», согласно которому в 1686 году (1097 год хиджры) Кючюк-Озенбаш входил в Мангупский кадылык эялета Кефе. Всего упомянуто 70 землевладельцев, из которых 1 иноверец, владевших 1066-ю дёнюмами земли. После обретения ханством независимости по Кючук-Кайнарджийскому мирному договору 1774 года «повелительным актом» Шагин-Гирея 1775 года селение было включено в Крымское ханство в состав Бакчи-сарайского каймаканства Мангупскаго кадылыка, что зафиксировано и в Камеральном описании Крыма 1784 года (как Кучук Узенбаш и Другой Кучук Узенбаш — приходы-маале большой деревни). В конце XVIII века через село проходила одна из немногих на полуострове поддерживаемых в относительном состоянии дорог «от Бахчисарая, через деревню Узенбаш и Стилию, в Ялту».

### В составе России и новое время
После присоединения Крыма к России (8) 19 апреля 1783 года, (8) 19 февраля 1784 года, именным указом Екатерины II сенату, на территории бывшего Крымского Ханства была образована Таврическая область и деревня была приписана к Симферопольскому уезду. После Павловских реформ, с 1796 по 1802 год, входила в Акмечетский уезд Новороссийской губернии. По новому административному делению, после создания 8 (20) октября 1802 года Таврической губернии, Кучук-Узенбаш был включён в состав Махульдурской волости Симферопольского уезда.
По Ведомости о всех селениях в Симферопольском уезде состоящих с показанием в которой волости сколько числом дворов и душ… от 9 октября 1805 года, в Кучук-Узенбаше в 48 дворах проживало 210 крымских татар, на военно-топографической карте генерал-майора Мухина 1817 года в Кучук узенбаше 80 дворов. После реформы волостного деления 1829 года Кучук-Узенбаш, согласно «Ведомости о казённых волостях Таврической губернии 1829 года», отнесли к Узенбашской волости (переименованной из Махульдурской).
Именным указом Николая I от 23 марта(по старому стилю) 1838 года, 15 апреля был образован новый Ялтинский уезд деревню передали в Богатырскую волость нового уезда. На карте 1836 года в деревне 133 двора, как и на карте 1842 года. Согласно Военно-статистическому обозрению Российской Империи 1849 года Кучук-Узенбаш относился к крупнейшим деревням Ялтинского уезда с населением 458 человек.
В 1860-х годах, после земской реформы Александра II, деревня осталась в составе преобразованной Богатырской волости. Согласно «Списку населённых мест Таврической губернии по сведениям 1864 года», составленному по результатам VIII ревизии 1864 года, Кучук-Узень-Баш — казённая татарская деревня, с 52 дворами, 401 жителем и 2 мечетями при реке Бельбеке. На трёхверстовой карте Шуберта 1865—1876 года в деревне обозначено 175 дворов. На 1886 год в деревне, согласно справочнику «Волости и важнѣйшія селенія Европейской Россіи», проживало 882 человека в 147 домохозяйствах, действовали 2 мечети, школа и 5 лавок. По результатам Х ревизии 1887 года, собранных в «Памятной книге Таврической губернии 1889 года», в Кучук-Узенбаше в 263 дворах числилось 906 жителей. На подробной карте 1890 года в Кучук-Узенбаше обозначено 140 дворов с крымскотатарским населением.
После земской реформы 1890-х годов деревня осталась в составе Богатырской волости. Согласно «…Памятной книжке Таврической губернии на 1892 год», в деревне Кучук-Узенбаш, входившей в Узенбашское сельское общество, было 929 жителей в 143 домохозяйствах, владевших 502 десятинами и 630 кв. саженями собственной земли. Также, совместно с другими 13 деревнями Коккозского округа, жители имели в общем владении ещё 13 000 десятин. Ко времени переписи 1897 года в деревне было 1016 душ об. пола, в том числе 1007 мусульман. По «…Памятной книжке Таврической губернии на 1902 год» в деревне числилось 1226 жителей в 150 дворах, владевших 502 десятинами в личном владении отдельно каждого домохозяина под фруктовым садом, сенокосами и пашнями. По Статистическому справочнику Таврической губернии. Ч.II-я. Статистический очерк, выпуск восьмой Ялтинский уезд, 1915 год, в селе Кучук-Узенбаш Богатырской волости Ялтинского уезда, числилось 170 дворов с татарским населением в количестве 1000 человек приписных жителей и 8 — «посторонних». Во владении было 376 десятин земли, с землёй были 150 дворов и 20 безземельных. В хозяйствах имелось 140 лошадей, 60 волов, 85 коров, 100 телят и жеребят и 80 голов мелкого скота.
После установления в Крыму Советской власти, по постановлению Крымревкома от 8 января 1921 года была упразднена волостная система и село вошло в состав Коккозского района Ялтинского уезда (округа). Постановлением Крымского ЦИК и Совнаркома от 4 апреля 1922 года Коккозский район был выделен из Ялтинского округа и сёла переданы в состав Бахчисарайского района Симферопольского округа. 11 октября 1923 года, согласно постановлению ВЦИК, в административное деление Крымской АССР были внесены изменения, в результате которых округа (уезды) были ликвидированы, Бахчисарайский район стал самостоятельной единицей и село включили в его состав. Согласно Списку населённых пунктов Крымской АССР по Всесоюзной переписи 17 декабря 1926 года, в селе Кучук-Узенбаш, центре Кучук-Узенбашского сельсовета, числилось 322 двора, из них 321 крестьянский, население составляло 1296 человек (653 мужчины и 643 женщины). В национальном отношении учтено: 1294 татарин, 1 русский, 1 украинец, действовала татарская школа. В 1935 году, в примерных границах бывшго Коккозского района, был создан новый Фотисальский район, в том же году (по просьбе жителей), переименованный Куйбышевский, которому переподчинили село. По данным всесоюзной переписи населения 1939 года в селе проживало 615 человек. В период оккупации Крыма, с 19 по 22 декабря 1943 года, в ходе операций «7-го отдела главнокомандования» главнокомандования 17 армии вермахта против партизанских формирований, была проведена операция по заготовке продуктов с массированным применением военной силы, в результате которой село Кучук-Озенбаш было уничтожено и все жители вывезены в Дулаг 241. Из имеющихся в деревне 188 домов были сожжены 178 и 52 сарая, не сожженными остались 13 домов, 2 мельницы и 1 табачный сарай.
В 1944 году, после освобождения Крыма от фашистов, согласно Постановлению ГКО № 5859 от 11 мая 1944 года, 18 мая крымские татары были депортированы в Среднюю Азию. На май того года в селе учтено 422 жителя (95 семей), все крымские татары; было принято на учёт 5 домов спецпереселенцев. 12 августа 1944 года было принято постановление № ГОКО-6372с «О переселении колхозников в районы Крыма», по которому в район из сёл УССР планировалось переселить 9000 колхозников и в сентябре 1944 года в район приехали первые новоселы (2349 семей) из различных областей Украины, а в начале 1950-х годов, также с Украины, последовала вторая волна переселенцев. С 25 июня 1946 года в составе Крымской области РСФСР. Указом Президиума Верховного Совета РСФСР от 21 августа 1945 года Кучук-Озенбаш был переименован в Ключевое и Кучук-Озенбашский сельсовет — в Ключевской. С 26 апреля 1954 года Крымская область была передана из состава РСФСР в состав УССР. Время упразднения сельсовета пока не установлено: на 15 июня 1960 года село уже числилось в составе Зелёновского.
Указом Президиума Верховного Совета УССР «Об укрупнении сельских районов Крымской области», от 30 декабря 1962 года, Куйбышевский район был упразднён и село присоединили к Бахчисарайскому. Видимо, в свете того же указа Ключевое (во избежание дублирования с селом Ключевое, так как Симферопольский район по указу тоже был включён в Бахчисарайский) переименовали в Многоречье. По данным переписи 1989 года в селе проживало 48 человек. С 12 февраля 1991 года село в восстановленной Крымской АССР, 26 февраля 1992 года переименованной в Автономную Республику Крым. С 21 марта 2014 года в составе Крыма аннексировано Россией.